# كاواساكي نينجا زد إكس-14
كاواساكي نينجا زد إكس-14 (بالإنجليزية: Kawasaki Ninja ZX-14)‏، وتعرف أيضا في بعض الأسواق باسم (ZZR1400)، هي دراجة نارية صنعتها كاواساكي، وتعتبر من أقوى الدراجة الرياضية اعتبارا من عام 2007. وعرضت لأول مرة في عام 2005 في معرض طوكيو للسيارات. وأطلقت في الأسواق في عام 2006 نموذج عام ليكون بديلا ل ZX-12R . وZZR1400 قادر على التسارع من 0-60 ميل بالساعة في 2.5 ثانية. وسرعة قصوى محددة إلكترونيا إلى 186 ميلا في الساعة (299 كم / ساعة) نتيجة لاتفاق بين كبرى الشركات المصنعة اليابانية والأوروبية دراجة نارية.

## معلومات عن الدراجة النارية
الدراجة النارية نينجا zx-14 صنعت من قبل شركة كواساكي اليابانية، وعرضت أول دراجة نارية من فئة نينجا zx-14 في معرض طوكيو للسيارات لعام 2006 بدلا من فئة نينجا zx-12 ، و طرحت في الأسواق بشكل رسمي في عام 2007 و اعتبرت من ذلك الوقت من أقوى الدراجات النارية الرياضية في الأسواق.

## المعلومات الميكانكية
- محرك أربع سلندر بقوة 1441cc .
- الناقل 6 سرعات .
- يولد قوة من 142 إلى 149.5 كيلو واط .
- يصل وزن الدراجة إلى 285 باوند أي ما يقارب 220 كيلو جرام .
- الدراجة قادرة على التسارع من 0-60 ميل في 2.5 ثانية .
- السرعة القصوى لدراجة المحددة إلكترونيا 186 ميل في الساعة ( 299 كيلو متر/الساعة ) .

## اختبار القدرة
نتائج اختبار القدرة من قبل الفريق المختص في أمريكا للدراجات في عام 2008.
- 60 قـدم : 1.713 ثانية .
- 330 قدم : 4.349 ثانية .
- 1\8 ميل : 6.447 ثانية .
- 1\4 ميل : 9.783 ثانية .

## نتائج اختبار القدرة من قبل مجلة موتورايد
- السرعة القصوى 299كم/ساعة.
- 100-0 كم/ساعة في 2.9 ثانية.
- 200-0 كم/ساعة في 7.6 ثانية.
- 250-0 كم/ساعة في 12.5 ثانية.
- 280-0 كم/ساعة في 18.5 ثانية.[6]